# Diphascon recamieri
Diphascon recamieri är en djurart som tillhör fylumet trögkrypare, och som beskrevs av Ferdinand Richters 1911. Diphascon recamieri ingår i släktet Diphascon och familjen Hypsibiidae. Arten är reproducerande i Sverige. Inga underarter finns listade i Catalogue of Life.